# 对叶黄精
对叶黄精（学名：Polygonatum oppositifolium）是百合科黄精属的植物。分布在锡金、不丹、印度、尼泊尔以及中国大陆的西藏等地，生长于海拔1,800米至2,200米的地区，多生长在林下岩石上，目前尚未由人工引种栽培。